# 青森レインボーパレード
青森レインボーパレード（あおもりレインボーパレード）は、青森市で開催されるプライド・パレード。2014年に初めて開催され、毎年6月に青森駅周辺でパレードが行われている。

## 歴史
青森レインボーパレードは2014年に初めて開催された。パレードは青森出身で東京に住んでいたレズビアンの女性が青森に帰り、パートナーの女性と共に「Osora ni Niji wo Kake Mashita」（お空に虹をかけました、通称：そらにじ）というコミュニティカフェを開業したことに始まった。開業と同時に青森レインボーパレードと銘打って3人で青森駅前を歩いた。その後は年々参加者が増加し、2015年には24人が、2016年には45人が、2017年には101人が、2018年には173人が、2019年には208人が参加した。2020年は新型コロナウイルス感染症の流行によりオンライン開催となった。2022年には県内外から200人ほどが参加した。

## 運営
青森レインボーパレード実行委員会が青森レインボーパレードを主催している。青森レインボーパレード実行委員会は2014年に発足し、青森レインボーパレードの主催のほかLGBTQ+に関する情報発信や啓発、交流会や勉強会の主催を行っている。

## 支援
2019年には県知事のほか、外ヶ浜町、今別町、五所川原市、平内町、十和田市、弘前市、八戸市、むつ市、おいらせ町の首長から祝辞が送られ、公明党、国民民主党、社会民主党、日本共産党、立憲民主党といった政党からメッセージが寄せられた。2022年には県知事のほか、外ヶ浜町、南部町、五所川原市、八戸市、むつ市、三沢市、弘前市、十和田市、おいらせ町、東北町、鰺ヶ沢町、黒石市、大間町の首長から祝辞が送られ、青森県選出で立憲民主党所属の参議院議員である田名部匡代がパレードに参加した。また、化粧品会社であるラッシュの青森県内の店舗から売り上げが実行委員会に寄付された。